# Weierstraß-Substitution
Die Weierstraß-Substitution (auch unter Halbwinkelmethode bekannt) ist eine Methode aus dem mathematischen Teilgebiet der Analysis. Sie ist eine Variante der Integration durch Substitution, die auf bestimmte Integranden mit trigonometrischen Funktionen angewendet werden kann. Benannt ist die Methode nach dem Mathematiker Karl Weierstraß, der sie entwickelte.

## Beschreibung der Substitution
Seien {\displaystyle a<b} zwei reelle Zahlen und {\displaystyle R} eine rationale Funktion. Um ein Integral der Form 
{\displaystyle \int _{a}^{b}R(\sin(x),\cos(x))\,dx}
zu berechnen, kann die Substitution
{\displaystyle \tan \left({\frac {x}{2}}\right)=t}
für {\displaystyle |x|<\pi } angewandt werden. Für die Funktionen Sinus und Kosinus ergeben sich dann die Substitutionen
{\displaystyle {\begin{aligned}\sin x&={\frac {2t}{1+t^{2}}}\\\cos x&={\frac {1-t^{2}}{1+t^{2}}}\end{aligned}}}
und für das Differential gilt
{\displaystyle dx={\frac {2\,dt}{1+t^{2}}}}.
Da sich die Funktionen Tangens {\displaystyle \tan }, Kotangens {\displaystyle \cot }, Sekans {\displaystyle \sec } und Kosekans {\displaystyle \csc } als Brüche mit Sinus und Kosinus schreiben lassen, kann auch auf diese trigonometrischen Funktionen die Weierstraß-Substitution angewandt werden. Die Substitutionen lauten
{\displaystyle {\begin{aligned}\tan x&={\frac {2t}{1-t^{2}}}\\\cot x&={\frac {1-t^{2}}{2t}}\\\csc x&={\frac {1+t^{2}}{2t}}\\\sec x&={\frac {1+t^{2}}{1-t^{2}}}\,.\end{aligned}}}
Alternativ kann ein Integral von der obigen Form auch auf funktionentheoretische Weise gelöst werden. Dabei wird das reelle Intervall in ein komplexes Gebiet transformiert und anschließend der  Residuensatz angewendet.

## Beispiel
Die Generalsubstitution ist geeignet, die trigonometrischen Funktionen bei der Berechnung des Integrals zu eliminieren, wie das folgende Beispiel zeigt. 
{\displaystyle \int {\frac {2}{3+\cos(x)}}\,dx=\int {\frac {2}{(3+{\frac {1-t^{2}}{1+t^{2}}})}}\cdot {\frac {2}{(1+t^{2})}}\,dt=\int {\frac {4}{3+3t^{2}+1-t^{2}}}\,dt=\int {\frac {2}{2+t^{2}}}\,dt}
Dieses Integral lässt sich nun mit einer weiteren Integration durch Substitution berechnen.

## Herleitung
In diesem Abschnitt werden die Substitutionsformeln für Sinus und Kosinus hergeleitet. Mit den Additionstheoremen erhält man:
{\displaystyle \sin(x)=2\sin \left({\frac {x}{2}}\right)\cos \left({\frac {x}{2}}\right)=2t\cdot \cos ^{2}\left({\frac {x}{2}}\right)}
{\displaystyle t={\frac {\sin({\frac {x}{2}})}{\cos({\frac {x}{2}})}}\Longrightarrow \cos ^{2}\left({\frac {x}{2}}\right)={\frac {1-\cos ^{2}\left({\frac {x}{2}}\right)}{t^{2}}}\Longrightarrow \cos ^{2}\left({\frac {x}{2}}\right)={\frac {1}{1+t^{2}}}}.
Zusammen hat man die Darstellung oben für {\displaystyle \sin(x)}.
Die Darstellung für {\displaystyle \cos(x)} erhält man wie folgt:
{\displaystyle \cos(x)={\sqrt {1-\sin ^{2}(x)}}={\sqrt {1-{\frac {4t^{2}}{(1+t^{2})^{2}}}}}={\frac {1-t^{2}}{1+t^{2}}}} für {\displaystyle x\in \left[-{\frac {\pi }{2}},{\frac {\pi }{2}}\right]},
{\displaystyle \cos(x)=-{\sqrt {1-\sin ^{2}(x)}}=-{\sqrt {1-{\frac {4t^{2}}{(1+t^{2})^{2}}}}}={\frac {1-t^{2}}{1+t^{2}}}} für {\displaystyle x\in \left[{\frac {\pi }{2}},{\frac {3\pi }{2}}\right]}.
Die Ableitung von {\displaystyle x} nach {\displaystyle t} ergibt sich mit:
{\displaystyle t=\tan \left({\frac {x}{2}}\right)\iff x=2\cdot \arctan(t)\Rightarrow {\frac {dx}{dt}}={\frac {2}{1+t^{2}}}}.